# Sericotachina vulpecula
Sericotachina vulpecula är en tvåvingeart som först beskrevs av Wulp 1896.  Sericotachina vulpecula ingår i släktet Sericotachina och familjen parasitflugor. Inga underarter finns listade i Catalogue of Life.